# Serafin Wiestner
Serafin Wiestner (Ilanz, 20 de julio de 1990) es un deportista suizo que compite en biatlón. Ganó una medalla de bronce en el Campeonato Europeo de Biatlón de 2022, en el relevo mixto.

## Palmarés internacional
| Campeonato Europeo | Campeonato Europeo | Campeonato Europeo | Campeonato Europeo |
| Año                | Lugar              | Medalla            | Prueba             |
| ------------------ | ------------------ | ------------------ | ------------------ |
| 2022               | Arber (Alemania)   | Medalla de bronce  | Relevo mixto       |